# Atomic Steif
Atomic Steif (bürgerlich Guido Richter) ist ein deutscher Thrash-Metal-Schlagzeuger. Er wurde vor allem durch sein Engagement bei Sodom bekannt.

## Leben
Atomic Steif gründete 1984 Violent Force mit, die es anschließend auf drei Demos und ein Album brachten. Von 1986 bis 1989 agiert er als Teil von Living Death, mit denen er u. a. das Album Protected from Reality aufnahm. Zwischen 1992 und 1995 spielte er das Schlagzeug bei Sodom und ist u. a. auf dem Album Get What You Deserve zu hören, das sich 1994 für neun Wochen in den deutschen Albumcharts hielt. Nach seinem dortigen Ausstieg gründete er die Band Stahlträger mit, die Ende der 1990er ein Demo und ein Album im Selbstverlag veröffentlichte. Von 2003 bis Anfang 2004, also einer Phase ohne Albumveröffentlichung, gehörte der Schlagzeuger der Besetzung von Assassin an. Zweimal (1990–1992 und 2007–2011) trommelte Steif auch bei Holy Moses. In seiner zweiten Phase gehörte er zur Besetzung, die ein Album bei Wacken Records veröffentlichte (2008).

## Diskografie (Auswahl)
- 1986: Violent Force – Velbert – Dead City (Demo)
- 1987: Living Death – Protected from Reality
- 1994: Sodom – Get What You Deserve
- 1997: Stahlträger – Thorax (Selbstverlag)
- 2008: Holy Moses – Agony of Death